# Planonasus
Planonasus – rodzaj drapieżnych ryb chrzęstnoszkieletowych z rodziny Pseudotriakidae.

## Rozmieszczenie geograficzne
Do rodzaju należą gatunki występujące w wodach Oceanu Indyjskiego.  

## Morfologia
Długość ciała do 64 cm; masa ciała do 560 g.

## Systematyka
Rodzaj zdefiniowali w 2013 roku niemieccy zoolodzy (ichtiolodzy Simon Weigmann i Matthias F.W. Stehmann oraz entomolog Ralf Thiel) w artykule poświęconym dwóm nowym rodzajów z rodziny żarłaczowatych opublikowanym w czasopiśmie Zootaxa. Gatunkiem typowym jest (oryginalne oznaczenie) P. parini.

### Etymologia
Planonasus: łac. planus ‘płaski’; nasus ‘nos’.

### Podział systematyczny
Do rodzaju należą następujące gatunki:
- Planonasus indicus Ebert, Akhilesh & Weigmann, 2018
- Planonasus parini Weigmann, Stehmann & Thiel, 2013